# グリシンデヒドロゲナーゼ (シトクロム)
グリシンデヒドロゲナーゼ (シトクロム)（glycine dehydrogenase (cytochrome)）は、次の化学反応を触媒する酸化還元酵素である。
グリシン + H2O + 2 フェリシトクロムc {\displaystyle \rightleftharpoons } グリオキシル酸 + NH3 + 2 フェロシトクロムc + 2 H+
反応式の通り、この酵素の基質はグリシンとH2Oとフェリシトクロムc、生成物はグリオキシル酸とNH3とフェロシトクロムcとH+である。
組織名はglycine:ferricytochrome-c oxidoreductase (deaminating)である。